# De la vie heureuse
De vita beata
Cet article concerne l'œuvre de Sénèque. Pour la revue féminine illustrée, voir La Vie heureuse (revue).
De la vie heureuse, ou encore Du bonheur (en latin, De vita beata) est un dialogue avec un interlocuteur imaginaire écrit par Sénèque le jeune vers 58 apr. J.-C.. L'œuvre est dédiée à Gallion, frère aîné de Sénèque. Son principal objet est de montrer que le bonheur n'est pas matériel, mais naît d'une vie en accord avec la vertu et la raison (selon les préceptes du stoïcisme). Dans la présentation du plan de son œuvre (que Sénèque ne suit pas forcément par la suite), l'auteur explique qu'il va d'abord établir « ce que nous devons chercher » (la vie heureuse), puis « comment nous pouvons l'atteindre le plus rapidement ». Enfin, cette œuvre apparaît non pas comme un simple traité de sagesse, mais aussi comme un moyen de justification pour Sénèque, à qui il était reproché, en son temps, de ne pas vivre en accord avec ses principes.

## Résumé de l'œuvre

### Première partie: le bien souverain et la sagesse
Sénèque affirme que les hommes veulent vivre heureux, mais que nombreux sont ceux qui s'égarent par manque de clairvoyance.
Sénèque instruit donc de ne pas se fier à la masse des hommes pour atteindre le bonheur, et ce peu importe les catégories sociales composant cette masse. Pour commencer, Sénèque prône la recherche des choses qui soient bonnes quand on en fait l'usage (aliquid usu bonum), et non quand on les montre. Puis Sénèque cherche à définir ce qu'est le "souverain bien". Celui-ci réside dans l'accord avec la nature : ne pas s'en écarter et se modeler sur sa loi et son exemple, c'est cela la sagesse. Il faut savoir accepter les sorts de la Fortune, qu'ils soient bons ou mauvais : user les biens de la Fortune sans en être esclave. Autrement dit, il faut être capable de ne pas se soucier des événements qui ne dépendent pas de nous, mais maîtriser ce sur quoi on peut agir. Le souverain bien c'est une âme qui méprise les évènements extérieurs et se réjouit par la vertu, et cela pour parvenir à la liberté (de l'âme, à défaut d'assurer celle du corps). Afin de ne plus avoir de craintes, il faut se fier à la raison.
L'auteur aborde ensuite la 'Polémique anti-épicurienne : le souverain bien n'est pas le plaisir'. Dans ce passage, Sénèque dénonce la vision épicurienne du bonheur (née d'une conception sensualiste). En effet, le plaisir de la chair est toujours éphémère et instable, à l'inverse de l'esprit et de la raison. Par ailleurs, vertu et plaisir peuvent parfois être en contradiction. Ainsi, Sénèque réprime son plaisir et s'en sert, pour ne pas en devenir l'esclave, et rester dans la vertu. Sénèque regrette cependant que de nombreux malhonnêtes aient accaparé la philosophie épicurienne pour justifier leurs frasques, puisque l'auteur ne considère pas que l'école d'Épicure [soit] maîtresse d'ignominies.
L'auteur traite en outre de la 'Polémique anti-aristotélicienne : le souverain bien n'est pas uni au plaisir'. Dans cette partie, Sénèque poursuit en quelque sorte sa critique de l'épicurisme, en allant plus loin : non seulement le plaisir n'est pas toujours source de vertu, mais le plaisir ne peut être l'achèvement de l'acte.
En conclusion de la première partie, Sénèque réaffirme que le bonheur se fonde sur la vertu. Il ajoute :  Que te conseillera cette vertu ? De ne pas considérer comme un bien ou un mal ce qui n'est le résultat ni de la vertu ni du vice. Ensuite, d'être inébranlable face au malheur ou à la suite d'un bien.

### Seconde partie: le philosophe et les biens de ce monde
Au début de la seconde partie, Sénèque fait intervenir un interlocuteur imaginaire qui le questionne sur ce qui peut apparaître comme des contradictions entre ses idées philosophiques et son train de vie. En réponse à ces accusations, il commence par revendiquer une certaine humilité ; humilité quant à sa personne (il ne se présente pas comme un exemple : "quand je fais la guerre aux vices, je la fais avant tout aux miens"), humilité quant à son objectif ("Ce que j'exige de moi, c'est d'être, sinon l'égal des plus vertueux, du moins meilleur que les méchants" (XVII)). Sénèque pose ainsi une question légitime : faut-il donc attendre d'être parfaitement vertueux pour parler de vertu ? Rappelant que le même reproche fut adressé à Platon, Épicure ou encore à Zénon, Sénèque souligne : "C'est de la vertu, non de moi que je parle" (XVIII).
Dénonçant la malveillance de ses adversaires, le philosophe explique qu'il vaut mieux essayer de trouver la voie de la vérité, même si on n'y arrive pas, que de ne pas essayer du tout et de reprocher aux autres de mal s'y prendre. Sénèque ne se considère d'ailleurs même pas comme un sage, mais comme "un aspirant à la sagesse". Il fait ensuite le portrait de cet aspirant. Ce dernier doit admirer ceux qui entreprennent de grandes choses, même s'ils tombent. Autrement dit, mieux vaut essayer que de renoncer. 
En outre, Sénèque rappelle que le sage doit être indifférent aux plaisirs, et non les répugner. Le bonheur n'est pas de les refuser, mais de pouvoir en profiter sans inquiétude. Il avance même que le sage peut préférer les heureux hasards (fortuna) et la richesse (divitia), à condition que la vertu reste maîtresse de son âme. Sénèque va même plus loin, et déclare que l'opulence donne matière à pratiquer sa vertu bien plus que l'indigence. Ce discours est en contradiction avec celui que Sénèque tient dans De la providence, où il avance au contraire que c'est dans l'adversité que le vertueux démontre sa vertu et fait sa gloire.
L'homme peut donc profiter de la Fortune quand elle lui est favorable (il était lui-même immensément riche), sans que cela l'empêche d'être vertueux. Si le sage ne laisse franchir son seuil à aucun denier qui entrerait malhonnêtement, en revanche il ne repoussera pas de grandes richesses, dons de la Fortune et fruit de la vertu. En fin de compte, les richesses m'appartiennent, tu appartiens aux richesses, dit-il à son interlocuteur imaginaire critique.
Sénèque aborde ensuite le thème de la générosité. Donner n'est pas facile pour qui veut le faire avec jugement (consilium). L'auteur explique que le sage doit être généreux avec ceux qui sont bons (bonus), ou peuvent être rendus bons, sur des motifs justes (rectus) et dignes de confiance (probabilis). Sénèque n'indique pas précisément ce qu'il entend par bon et juste, mais donne quelques exemples : on sortira de la misère un homme qui ne mérite pas d'être pauvre, mais on ne donnera pas à un autre qui restera dans le dénuement (defuturus) quand bien même l'on aurait été généreux avec lui. Cette libéralité n'est pas exclusive, et doit profiter aussi bien aux esclaves qu'aux hommes libres. C'est là une idée plutôt révolutionnaire pour l'époque, mais véritablement stoïcienne.[réf. souhaitée]
Sénèque reprend ensuite le discours de l'aspirant à la sagesse, expliquant qu'il est bon de modérer ses plaisirs pour mieux réprimer ses douleurs. 
Le passage suivant concerne les différences entre le sage et l'insensé. La grande différence est que dans le cas du sage, les richesses sont tenues en esclavage, dans le cas de l'insensé elles ont le pouvoir. Le sage peut être dépouillé de tous ses biens, il vivra heureux, conformément à la vertu et la raison.
La conclusion de Sénèque est adressée à ses détracteurs. En effet, ces derniers devraient avant tout regarder leurs propres problèmes avant de se moquer de ceux des autres. Alors que Sénèque aspire à la sagesse et la vertu, ses ennemis s'enlisent dans la faute et le mal : Vous voyez les boutons des autres dit l'auteur et vous, vous êtes couverts d'ulcères.